# Plagithmysus platydesmae
Plagithmysus platydesmae är en skalbaggsart som beskrevs av Perkins 1920. Plagithmysus platydesmae ingår i släktet Plagithmysus och familjen långhorningar. Inga underarter finns listade i Catalogue of Life.